# 冠军县
32°47′48″N 111°55′58″E / 32.79657°N 111.932741°E
冠军县，中国古县名。治所在今河南省邓州市西北张村镇冠军村一带。
西汉元朔六年（前123年）汉武帝因霍去病出征匈奴，功冠诸军，所以割穰县的“卢阳乡”和宛县的“临駣聚”地为冠军侯邑。后汉永元四年（92年），汉和帝封窦宪于冠军。
魏、晋仍为冠军县，属南阳国。宋、齐俱属南阳郡。后魏因之。隋属邓州。唐朝武德二年（619年）5月，马元规等人在冠军县与朱粲交战，大败朱粲。10月，马元规又同邓州刺史吕子臧合力征剿朱粲，朱粲败后率残部仓皇溃逃，马元规未听取吕子臧的话，没有乘胜追击朱粲，使得朱粲得有喘息之机。朱粲很快又招募到群众参军，618年在冠军称帝，号楚，建元昌达。贞观元年（627年），并入新城县。

## 霍去病墓
霍去病墓住于冠军村西，据明代《嘉靖邓州志》记载，墓底平面呈圆形，高7米，底直径30米。

## 参看
- 冠军侯